# Groesbeekse Bos
Groesbeekse Bos is de naam van een verzameling bospercelen in de voormalige gemeente Groesbeek (tegenwoordig Berg en Dal) die onder beheer staan van Staatsbosbeheer. Het glooiende boslandschap ligt ten westen van Groesbeek in Gelderland, deels aan de grens van Limburg. Het gebied maakt deel uit van het historische Ketelwald, dat door veranderende grenzen gesplitst werd in het Nederrijkswald en het Reichswald en later door verkaveling in verschillende bospercelen. Het Pieterpad doorkruist het gebied.
Rond februari 2016 was er ophef over de houtkap in het bos. Politici van de PvdA van gemeente Berg en Dal kwamen met de bevindingen dat wandelaars zich zouden storen aan de werkzaamheden en de machines onherstelbare schade aan de bospaden toe zouden brengen. Staatsbosbeheer reageerde vervolgens dat de paden weer opgeknapt zouden worden en dat er 500 linden, 1500 beuken en 2500 douglassparren zullen worden geplant.

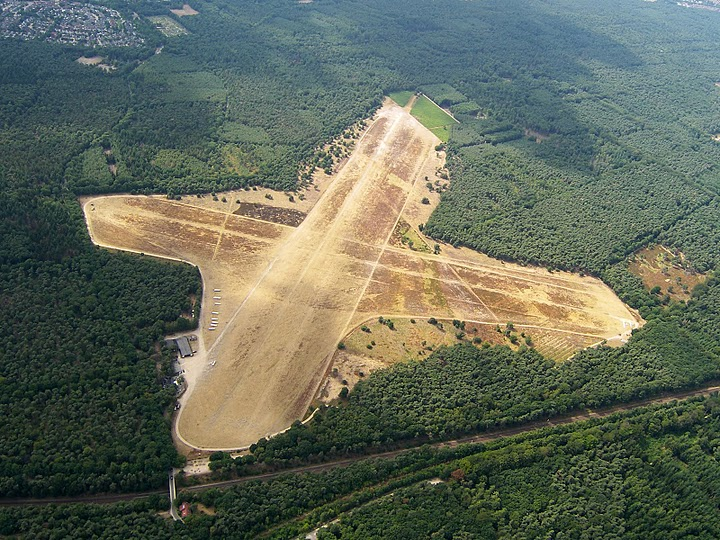
Het Zweefvliegveld Malden in het Maldens Vlak, nabij het Groesbeekse Bos